# Géographie du Caucase
Pour les articles homonymes, voir Caucase (homonymie).

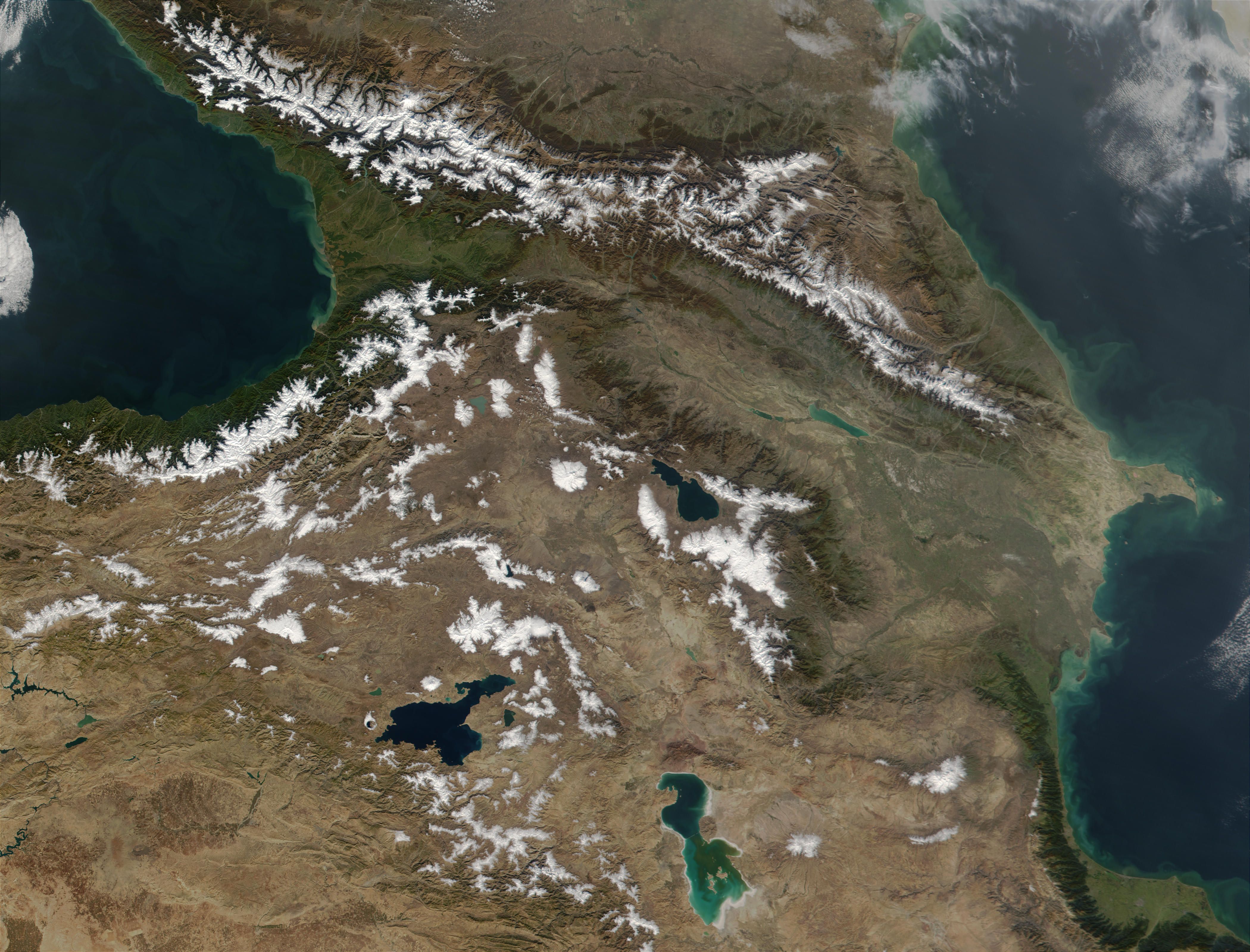
Le Caucase vu de l'espace

Carte physique du Caucase

La géographie du Caucase peut être schématisée par une chaîne de montagnes rectiligne, qui ne prend une certaine hauteur qu'à environ 300 km du détroit de Kertch et culmine, dans sa partie centrale, avec de vastes massifs volcaniques englacés.

## Principaux sommets

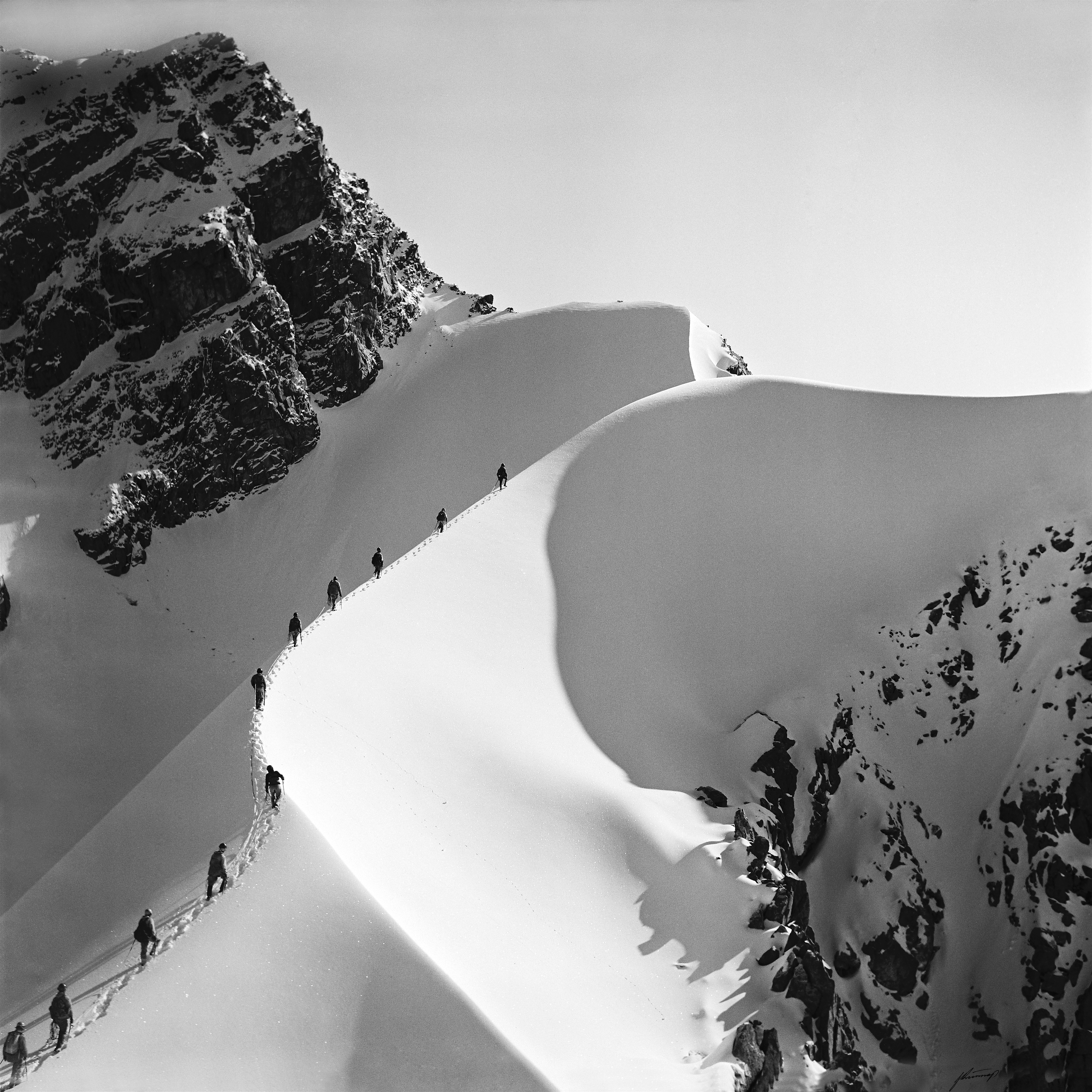
Dans les montagnes du Caucase, près de la vallée Adyr-Su. 1983.

- l'Elbrouz, 5 642 m (Russie), le plus haut sommet de la Russie et d'Europe ;
- le Dykh-Taou, 5 205 m (Russie) ;
- le Chkhara, 5 193 m (Géorgie/Russie), le plus haut sommet de la Géorgie ;
- le Kochtan-Taou, 5 150 m (Russie) ;
- le Djanghi-Taou, 5 051 m (Russie /Géorgie) ;
- le Kazbek, 5 047 m (Géorgie) ;
- le pic Pouchkine, 5 033 m (Géorgie/Russie) ;
- le Katyn-Taou (en), 4 979 m (Géorgie/Russie) ;
- le pic Chota Roustavéli, 4 860 m (Géorgie/Russie) ;
- le Gistola (en), 4 860 m (Géorgie) ;
- le pic Tetnouldi, 4 858 m (Géorgie) ;
- le Djimara, 4 780 m (Russie/Géorgie) ;
- l'Ouchba, 4 710 m (Géorgie) ;
- le Ouilpata (ru), 4 649 m (Russie) ;
- le Kioukiourtliou-Kolbachi, 4 624 m (Russie) ;
- le Tikhtengen, 4 618 m (Géorgie/Russie) ;
- l'Ailama (en), 4 547 m (Géorgie) ;
- le mont Teboulo, 4 493 m (Géorgie/Russie) ;
- le Bazardüzü, 4 466 m (Azerbaïdjan/Russie), le plus haut pic d'Azerbaïdjan.

## Géologie
La chaîne rectiligne résulte en grande partie de la collision frontale de la plaque arabique contre la plaque eurasiatique.

## Hydrographie

Bassins versants du golfe Persique (en vert), de la mer Noire (en rouge) et de la mer Caspienne (sans couleur).

La majorité des fleuves du Caucase se jettent dans la mer Caspienne.
Les trois grands lacs de la Transcaucasie (lac d'Ourmia, lac de Van, lac Sevan) ont permis à diverses cultures de se développer.